# Ludwig Yehuda Oppenheimer
Ludwig Yehuda Oppenheimer (geboren 21. Oktober 1897 in Berlin; gestorben Februar 1979 in Rechovot, Israel) war ein deutsch-israelischer Agrarökonom.

## Leben
Ludwig Oppenheimer war eines von mehreren Kindern des Soziologen Franz Oppenheimer (1864–1943) und der Sängerin Martha Amalia Oppenheim (1868–1949). In seiner Jugend gehörte er dem Wandervogel an. Oppenheimer studierte Volkswirtschaft und Soziologie in Berlin, Frankfurt am Main und Heidelberg. Er wurde in Berlin mit einer Dissertation über Proudhon bei Werner Sombart und Hermann Schumacher promoviert. Von 1923 bis 1925 machte er noch eine Lehre zum Bankkaufmann. Er wurde 1927 Dozent an der Hochschule für Politik in Berlin. Nach der Machtübergabe an die Nationalsozialisten 1933 wurde er entlassen und schlug sich in der Folge als Berater der Reichsvertretung der Deutschen Juden durch. Er heiratete 1935 die Nichtjüdin Elsa Kappler. Beide emigrierten 1938 nach Palästina. Seit 1939 war Oppenheimer in der agrarökonomischen Forschung und Landwirtschaftsplanung der Jewish Agency in Palästina und ab 1948 für das Landwirtschaftsministerium Israels als Forschungsleiter im Landwirtschaftlichen Forschungszentrum in Rechovot tätig.

## Schriften (Auswahl)
- Die Einheit des Proudhonschen Systems. Diss. Berlin, 1923.
- Groß- und Kleinbetrieb in der Siedlung. Jena : G. Fischer, 1934.
- Kalter Krieg oder Landreform? In: Gewerkschaftliche Monatshefte. 5. 1954. S. 36–40.
- Franz Oppenheimer: Erlebtes, Erstrebtes, Erreichtes. Lebenserinnerungen. Hrsg. von Ludwig Yehuda Oppenheimer. Düsseldorf : Melzer, 1964.